# Ваља Поштеј (Телеорман)
Ваља Поштеј (рум. Valea Poștei) насеље је у Румунији у округу Телеорман у општини Скурту Маре. Oпштина се налази на надморској висини од 125 m.

## Становништво
Према подацима из 2002. године у насељу је живело 214 становника, од којих су сви румунске националности.